# Альстер (приток Ица)
Альстер (нем. Alster) — река в Германии, протекает по землям Тюрингия и Бавария. Речной индекс 241692. Длина реки 20,69 км (из них по Тюрингии 1,4 км). Площадь бассейна реки 63,48 км². Высота истока 382 м. Высота устья 255 м.
Альстер берёт начало в районе баварского городка Марольдсвайзах, вскоре пересекает границу с Тюрингией, затем через полтора километра вновь попадает в Баварию. Впадает в Иц юго-восточнее Унтермерцбаха.